# Voldertalbach
Der Voldertalbach ist ein knapp 15 km langer rechter Zufluss des Inns im Bezirk Innsbruck-Land in Tirol.
Er entspringt auf 2315 m ü. A. unterhalb des Naviser Jöchls in den Tuxer Alpen. Anschließend verläuft er relativ geradlinig in Richtung Norden durch das Voldertal, fließt durch den Ort Volders und mündet nördlich davon in den Inn. Am Talausgang ins Inntal hat er sich in eine Schlucht eingegraben. Über weite Strecken bildet der Bach die Gemeindegrenze zwischen Tulfes und Volders. Im Voldertal fließen ihm zahlreiche kleinere Bäche zu, die bedeutendsten sind der Kressbach, der Gamsbach und der Klausbach, die alle von rechts einmünden.
Das Einzugsgebiet des Voldertalbaches misst rund 40 km² und erstreckt sich von 549 m ü. A. (Inntal) bis 2796 m ü. A. (Rosenjoch).
Im Februar 1820 wurde der Voldertalbach durch einen Bergsturz unterhalb von Schwarzbrunn  blockiert und zu einem rund 100 m langen und bis zu 2 m tiefen See aufgestaut. Dieser war zum Ende des 19. Jahrhunderts wieder verlandet, ist aber heute noch als auffällig ebene Fläche erkennbar.
Seit 1912 wird die Wasserkraft des Voldertalbaches zur Elektrizitätserzeugung genutzt. Das heute von der Stadt Hall in Tirol betriebene Kraftwerk Voldertal erzeugt rund 31 GWh Strom pro Jahr.